# Грязева
Грязева (Грязевка, Грязливая) — река в Истринском районе Московской области России. Согласно данным Государственного водного реестра и современным топографическим картам, является левым притоком Истры, а Нахабинка — левый приток Грязевы. Распространено также мнение, что Грязева — правый приток Нахабинки, впадающей в Истру. Этой версии придерживаются некоторые современные издания. Исток — в километре к западу от платформы «Миитовская» Рижского направления Московской железной дороги.

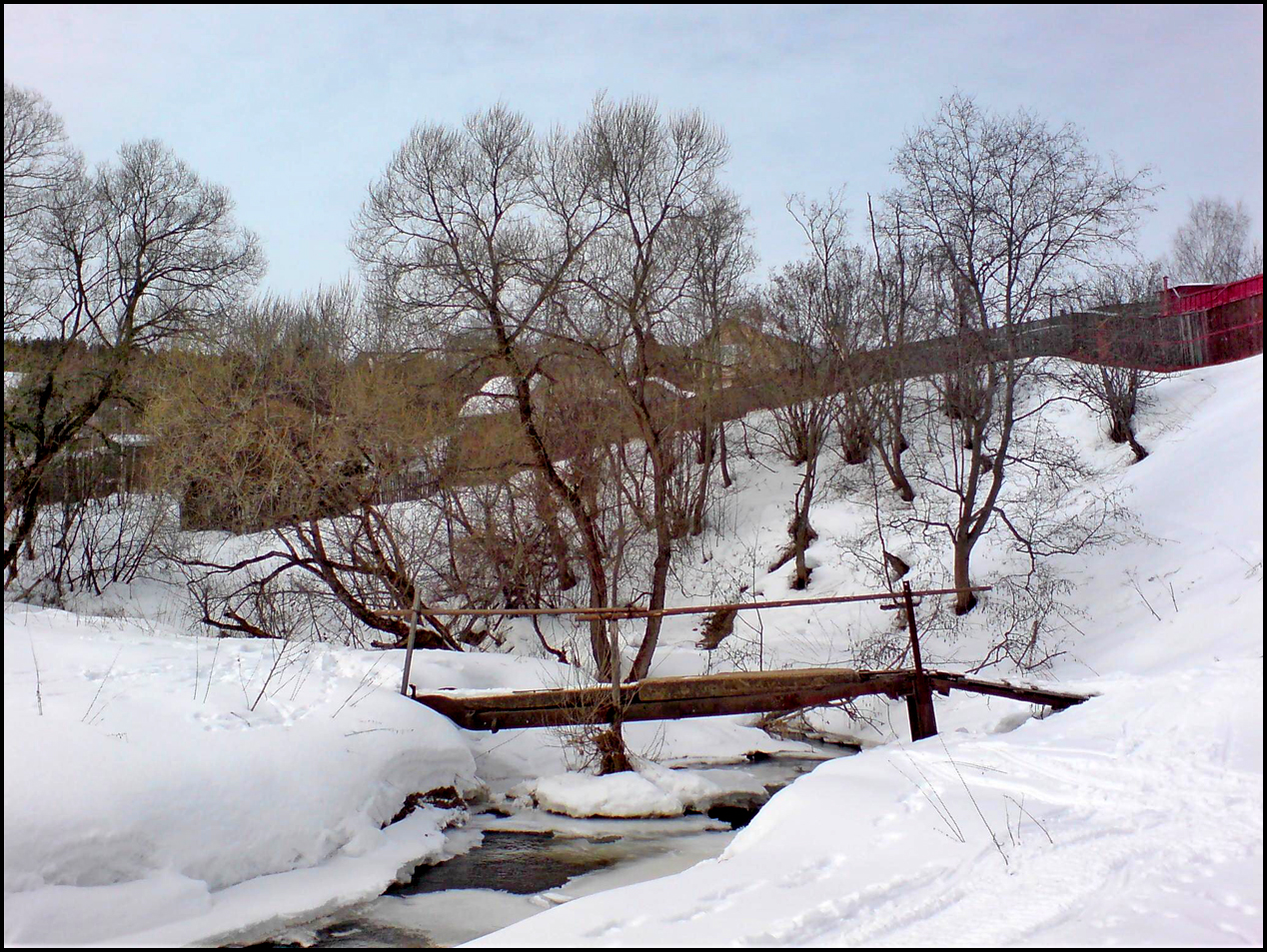

## Гидрология
Если считать, что Грязева — приток Истры, то её длина — 26 км, а площадь бассейна — 109 км². Если же считать, что Грязева — приток Нахабинки, то её длина — 11 км.

## Историческая неточность
На дореволюционных картах река Нахабинка обозначена как приток Истры, а река Грязева — левый приток Нахабинки. На советских топографических картах Нахабинка отмечена как левый приток Грязевы, впадающей в Истру. Таким образом, в XX веке реки Нахабинка и Грязева на картах поменялись местами. Современная топонимика является неточной с исторической точки зрения, так как, согласно топографическим картам, река Нахабинка не протекает через посёлок городского типа Нахабино.

## Данные водного реестра
По данным государственного водного реестра России относится к Окскому бассейновому округу, водохозяйственный участок реки — Москва от города Звенигород до Рублёвского гидроузла, без реки Истра (от истока до Истринского гидроузла), речной подбассейн реки — бассейны притоков Оки до впадения Мокши. Речной бассейн реки — Ока.
- Код водного объекта в государственном водном реестре — 09010101512110000023672
- Код по гидрологической изученности (ГИ) — 110002367
- Код бассейна — 09.01.01.015
- Номер тома по ГИ — 10
- Выпуск по ГИ — 0